# Leif Hjortshøj
 Der er for få eller ingen kildehenvisninger i denne artikel, hvilket er et problem. Du kan hjælpe ved at angive troværdige kilder til de påstande, som fremføres i artiklen.

Leif Hjortshøj (født 21. oktober 1942) er en dansk journalist, tv-vært og producent.
Hjortshøj er uddannet journalist fra 1966 og har været ansat på dagbladene Aarhus Amtstidende, Aarhus Stiftstidende og Ekstra Bladet. I 1969 blev han ansat i Danmarks Radio, TV Avisen Århus. Hans speciale er inden for miljø- og naturstof samt dokumentarprogrammer. I sin tid i DR var han, ud over TV-Avisen, på skærmen med programserier som Bytinget og Rapport. Han dækkede desuden OL i Montreal i 1976. Han forlod sidenhen skærmen og blev redaktionschef på DR-Derude-redaktionen, hvor programserier som Grønland – Den sidste slæderejse, Dus med dyrene, En naturlig forklaring og Søren Ryge i Haven blev til. 
Undervejs i sin 35-årige DR-tid nåede han også at være chef for Østjyllands Radio. Han forlod DR Radio-TV i foråret 2004.

## Familie og privatliv
Leif Hjortshøj er opvokset nær Nykøbing på Mors. Han har siden 1965 været gift med Lone Hjortshøj, med hvem han har sønnen Michael Hjortshøj. Siden 2005 har han boet i Provence, hvor han har sin daglige gang på den lokale golfbane. 